# 1586 a tudományban
Az 1586. év a tudományban és a technikában.

## Fizika
- Simon Stevin(wd) bebizonyítja, hogy két eltérő tömegű teste azonos gyorsulással esik

## Publikációk
- megjelenik William Camden Britannia című monográfiája

## Felfedezések
- Álvaro de Mendaña de Neira az európaiak közül elsőként megpillantja a ma Tuvaluhoz tartozó Nuit.
- Thomas Cavendish(wd) elindul földkörüli expedíciójára
- Szamara városának alapítása

## Születések
- Niccolò Zucchi(wd), olasz csillagász

## Halálozások
- október 19. Ignazio Danti csillagász és matematikus (* 1536).
- Ignazio Danti, olasz csillagász